# Макрейкери
Макре́йкери (англ. Muckrakers — «розгрібачі бруду») — група американських публіцистів та письменників, які на межі XIX—XX століття розпочали кампанію з викриття економічних та соціальних проблем всередині країни, зокрема корупції чиновників та шахрайства промислових магнатів.
Термін макрейкери вперше було вжито 14 квітня 1906 року, коли президент США Теодор Рузвельт у своїй публічній промові в Вашингтоні засудив подібні дії журналістів, назвавши їх «розгрібачами бруду».

## Історія

### Витоки
Витоки макрейкерства сягають кінця XIX століття, коли вийшли друком твори Марка Твена («Позолочене століття», 1873), Г. Джорджа («Прогрес та бідність», 1879), Е. Белламі («Погляд назад», 1888) та Г. Д. Ллойда («Багатство проти суспільства», 1894).
У цей час також з'явились статті в журналі Б. Флауера «The Arena», в яких підіймалось питання про владу бізнесу, його тіньові зв'язки з державним апаратом та політичну корупцію. В 1901 році Флауер виступив зі статтею, в якій наголосив на необхідності демократичних реформ, повернення принципів Декларації незалежності, обмеження трестів, ліквідації панування монополій в економічному та політичному житті країни, встановлення державної власності на землю та прямих виборів. Флауер став першим, хто почав відкрито критикувати ці явища в суспільстві, однак ця критика залишалась загальною, без переходу на конкретні приклади.

### Початок відкритої діяльності

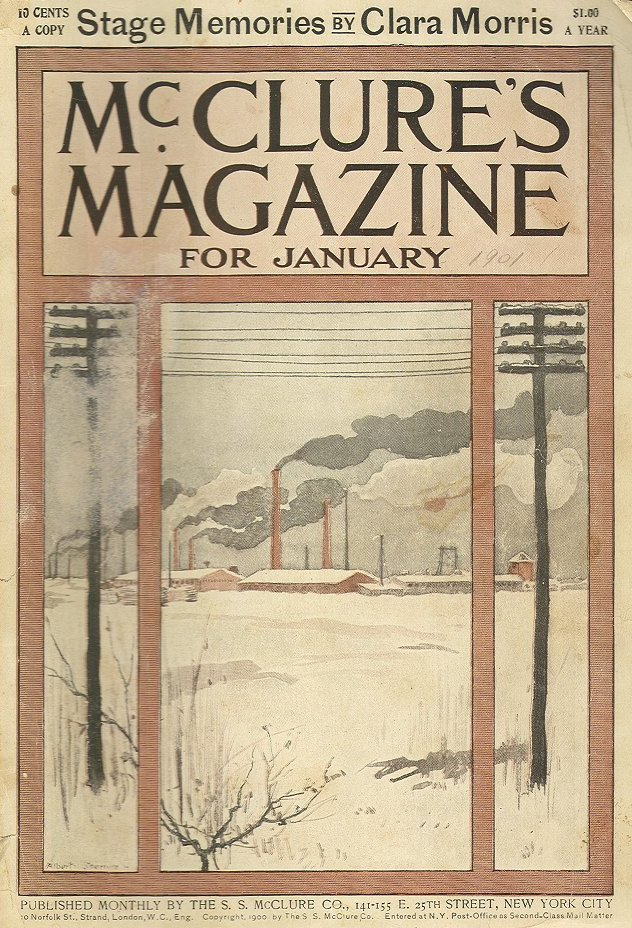
Титульна сторінка щомісячника «McClure's Magazine»

#### Видавці
В 1893 році Семюель Сідні Макклюр заснував журнал «McClure's Magazine», розрахований на масову аудиторію. Він коштував 15 центів — менше, аніж коштувало його виробництво. Прибуток видавець розраховував отримати завдяки рекламі. Часопис містив багато ілюстрацій, зокрема фото і робив ставку на якісну журналістику (відмовившись від практики платити лише за обсяг тексту) та гучні авторські імена. Статті-розслідування Макклюр також розглядав насамперед як засіб привернути увагу читачів.
В 1902 році у жовтневому номері «McClure's Magazine» було опубліковано статтю Джозефа Стеффенса та К. Ветмора «Часи Твіду в Сент-Луїсі» про хабарництво та шахрайство членів муніципалітету. Всі номери журналу були куплені першого ж дня, а громадськість вимагала подальших викриттів.
Стратегія Макклюра була настільки успішною, що цим шляхом пішли і його конкуренти. «Cosmopolitan Magazine» знив ціну до 12,5 центів, «Mancy's Magazine» до 10. Редакції, розуміючи, що подібні статті принесуть їм додаткові продажі, надали можливість журналістам зайнятись розслідуваннями та публікацією таких матеріалів. На шлях «McClure's Magazine» стали журнали «Everybody's Magazine», «Collier's Magazine», «Cosmopolitan Magazine», «Hampton Magazine», ліберальний журнал «Independent» та «American Magazine».
Найчастіше видавці не розділяли поглядів журналістів-макрейкерів, але охоче друкували статті задля збільшення прибутків. Окремі статті друкувались не лише в журналах макрейкерів, а й в звичайних виданнях (наприклад, «Mancy's Magazine»).

#### Журналісти
Більшість макрейкерів діяли стихійно, самостійно обираючи на свій страх і ризик об'єкти переслідувань. Вони групувались між собою лише в межах окремої редакції, поділяючи між собою сюжети репортажів. Окремого товариства макрейкерів створено не було. Конкуренція між виданнями за читачів спонукала видавців збільшувати фінансування на розслідування, що сприяло активності журналістів.

## Публікації

### Монополії та корупція

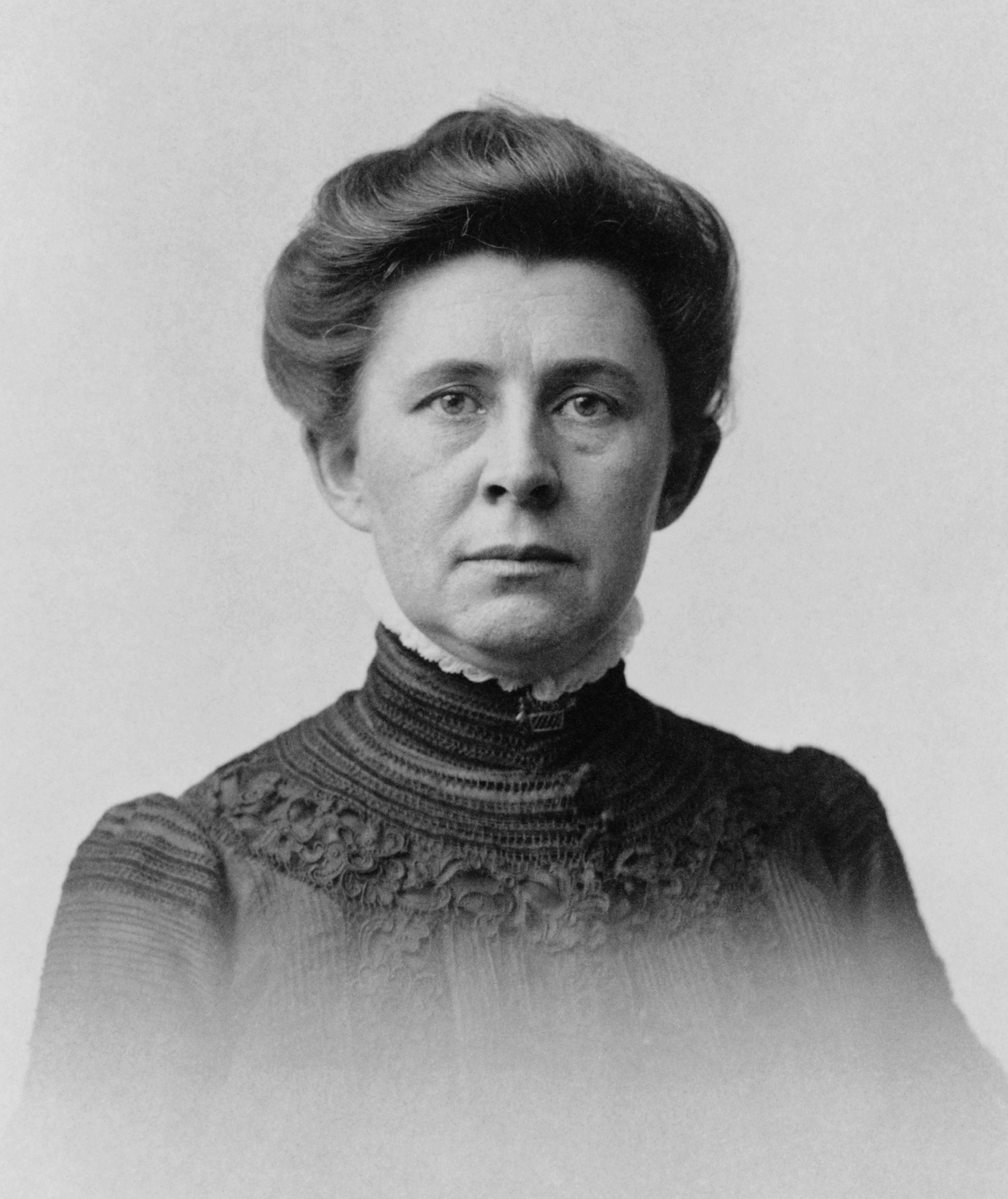
Іда Мінерва Тарбелл

Редактором «McClure's Magazine» стала Іда Тарбелл, відома американська журналістка, яка поїхала до Парижа писати книжку про мадам Ролан: хазяйку впливового салону часів Французької революції, але зрештою погодилася на пропозицією Макклюра. Публікації Тарбелл про Наполеона та Лінкольна підштовхнули Макклюра до ідеї започаткувати цикл про створення великих американських корпорацій — не без надії, що знайомство з їхньою історією допоможе подолати упередженість, із якою ставилися до них чимало американців. Оскільки батько Тарбелл колись займався нафтовим бізнесом (хоч згодом і збанкрутів) Макклюр вирішив, що найкраще їй зайнятися історіє тресту «Стандарт ойл», створеному Джоном Рокфеллером.
«Стандард Ойл» спрямувала на перемовини з редакцією Марка Твена, який запропонував Тарбелл отримати всю необхідну інформацію від віцепрезидента корпорації Генрі Роджерса. Проте коло інформаторів для публікації було набагато ширшим. Замість трьох статей, як планувалося з початку, Тарбелл в 1902—1904 роках написала дев'ятнадцять. Вони, як і створена згодом на їхній основі книжка Тарбелл стали класикою розслідувальної журналістики. Проти корпорації були відкриті судові процеси і в 1911 році Верховний Суд США ухвалив рішення про поділ «Стандард Ойл» на 33 незалежні компанії.

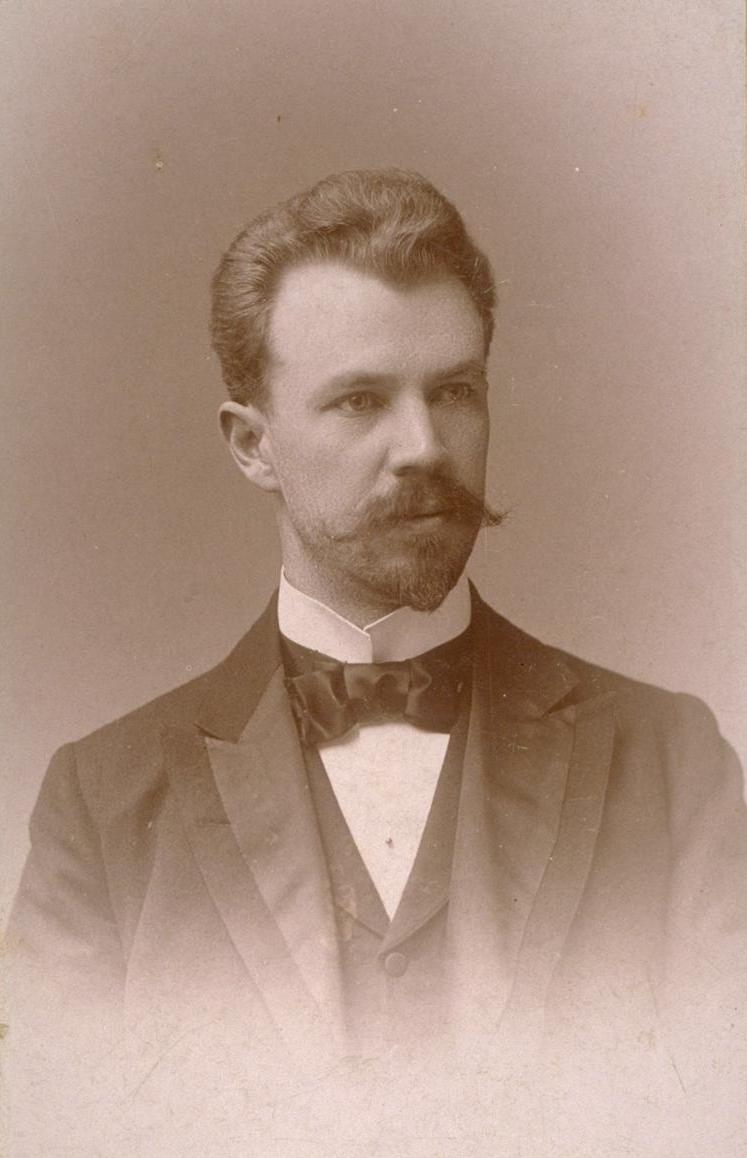
Лінкольн Джозеф Стеффенс

Лінкольн Джозеф Стеффенс в статтях «Ганьба Міннеаполіса» та «Огайо: повість про два міста» викривав запроданство та хабарництво виборних осіб — мерів, членів муніципалітетів та урядів у штатах. Після успіху публікацій про корупцію на місцевому рівні Стеффенс зробив спробу розслідування махінацій в масштабі штатів. Серія його статей про становище в Нью-Джерсі, Огайо, Іллінойсі та Міссурі під загальною назвою «Вороги республіки» наочно показувала, що корупція в політиці тісно переплітається з корупцією в бізнесі. На прикладі штату Нью-Джерсі Стеффенс довів, що корпорації підривають конституційні засади США. Законодавчі збори цього штату виробили, а губернатор затвердив закон, що дозволяв організацію будь-яких корпорацій, які платять податок Нью-Джерсі, але мають право діяти в масштабі всієї країни. Стеффенс назвав Нью-Джерсі «штатом-зрадником», оскільки цей закон дозволяв монополіям обходити прийняті в інших штатах антитрестівські закони і одночасно приносив величезні доходи штату.
Публікації Стеффенса викликали величезний резонанс. Колишній президент Гровер Клівленд запросив журналіста до себе в гості і зізнався, що просто не може повірити у написане ним хоча знає, що це правда.
Макрейкери довели залежність преси від монополій і показали, що багато видавництв (в тому числі й макрейкерські) існували головним чином за рахунок рекламних оголошень, що надавались ними різним фірмам.
Свавілля і боротьба «мідних королів» в штаті Монтана були описані в статтях Ч. Р. Коннолі, опублікованих у 1906—1907 роках в «McClure's Magazine». Коннолі показав, як політичне та ділове суперництво монополістів за контроль над багатими мідними родовищами Монтани призвело до нечуваної кризи урядових установ штату, масового підкупу законодавчих зборів, спроби підкупити Верховний суд штату. Боротьба закінчилася в 1906 році компромісом між відомим «мідним королем» Ф. А. Гейнзе та «Амальгамейтед Коппер компані». Сучасники відзначали величезний інтерес публіки до статей Коннолі за межами штату Монтана.
Розслідування зловживань і корупції в штатах мали неминуче призвести макрейкерів до Вашингтона. Письменник Девід Грем Філліпс пішов у цьому напрямку далі Стеффенса, Коннолі та Тарбелл. Він замахнувся на найвищий законодавчий орган США — сенат. Філліпс розслідував діяльність сенаторів і в 1906 році опублікував гостру та політично злободенну серію статей під назвою «Зрада сенату», в якій наочно показав зв'язок сенаторів з бізнесом. Ефект статей був особливо сильним тому, що в них були названі імена основних діячів правлячої республіканської партії: лідера республіканців у сенаті Н. Олдріча (тестя Рокфеллера), Ч. Діпью та інших. Саме після цих статей президент Рузвельт намагався дезавуювати виступ Філліпса і назвав журналістів «розгрібачами бруду», після чого для журналіста закрилися двері багатьох редакцій.
Великий успіх мали серії статей Томаса Вільяма Лоусона «Скажені фінанси», що вважаються зразком викриття махінацій фінансових ділків Волл-стріт. Лоусон чудово розбирався в цих махінаціях, адже був фінансистом, а не професійним журналістом.

### Викриття інших злочинів
Макрейкери торкалися практично всіх сторін життя американського суспільства. Ними було викрито злочинні дії власників заводів м'ясних консервів та медичних препаратів, що призвело до випадків отруєння населення недоброякісною продукцією; змальовано жорсткі умови праці іммігрантів та кольорового населення США, збагачення на експлуатації дітей та проституції. Було розслідувано скандальну справу Церкви Святої Трійці на Манхеттені, що володіла кількома прибутковими будинками в нетрях Нью-Йорку.

## Значення
Макрейкери підготували ґрунт для руху за реформу та змусили американців побачити себе без прикрас. Деякі з них пізніше перейшли до апологетики державних діячів і «капітанів індустрії» (Р. С. Бейкер, І. Тарбелл). Рух макрейкерів був рухом одинаків, що не ставили за мету перебудову суспільства. У своїх творах вони показували американську дійсність без прикрас і виступали лише за необхідність викорінення вад цієї дійсності. Виступи журналістів увійшли в історію як рух, що в основних рисах відбив невдоволення ліберальної інтелігенції та розвиток антимонополістичних настроїв у широких колах американського суспільства початку XX століття. Хоча подібні твори з'являлися й до, і після макрейкерів, саме масовість зробила цей рух єдиним у своєму роді.
|  | Вплив на душу народу був глибоким. Навряд чи можна вважати випадковим, що час розквіту макрейкерів збігся з одним з найбільш нестабільних й енергійних періодів розвитку Америки. Громадяни здогадувалися про корупцію, але саме макрейкери проінформували і пробудили їх до активних дій. У результаті відбулося реформування законодавства, що відзначило першу адміністрацію Вудро Вільсона від 1913 до 1917 року. |

## Відомі макрейкери
- Марк Твен
- Джек Лондон
- Теодор Драйзер
- Лінкольн Стеффенс
- Ептон Білл Сінклер
- Іда Тарбелл
- Т. У. Лоусон
- Д. Г. Філліпс
- Д. Ріїс
- Г. Майєрс

## Галерея діячів
| Ray Stannard Baker |
| Р. Бейкер          |

|            |
| А. Сінклер |

|           |
| Віл Ірвін |

| Upton Sinclair |
| Д. Г. Філліпс  |

| Will Irwin   |
| Ч. Е. Рассел |

| David Graham Phillips |
| В. Валлінг            |